# Region Brong-Ahafo
Region Brong Ahafo – historyczny region Ghany od 14 kwietnia 1959 roku do 2019 roku, kiedy to w wyniku referendum region został podzielony na trzy regiony i przestał istnieć. Region obejmował środkowo-zachodni region Ghany i był położony pomiędzy regionem Aszanti i granicą Wybrzeża Kości Słoniowej, stolicą regionu było Sunyani. Populacja w roku 2007 wynosiła 2.120881 mieszkańców, powierzchnia 39,557 km². Był drugim co do wielkości regionem po Regionie Północnym.
W Brong Ahafo znaleźć można wiele kulturalnych i przyrodniczych atrakcji ale jest mniej znany turystom niż regiony Ashanti, Północny, Centralny, czy region Wielka Akra. Głównymi atrakcjami Brong Ahafo są Kintampo z jego pięknymi jesieniami i parkiem modlitwy oraz Fiema-Boabeng Monkey Sanctuary – rezerwat małp położony w pobliżu wiosek Fiema i Boabeng.
W jego skład wchodziły 22 dystrykty:
- Asunafo North
- Asunafo South
- Asutifi
- Atebubu-Amantin
- Berekum
- Dormaa Municipal
- Dormaa East
- Jaman North
- Jaman South
- Kintampo North
- Kintampo South
- Nkoranza North
- Nkoranza South
- Pru
- Sene
- Sunyani
- Sunyani West
- Tain
- Tano North
- Tano South
- Techiman
- Wenchi.